# Scarlet's Walk
Scarlet's Walk (El paseo de Scarlet) es el séptimo álbum de la pianista y compositora Tori Amos publicado el 28 de octubre en UK y el día siguiente en EUA. Fue el primer álbum en su nueva discográfica, Epic, después de publicar su anterior trabajo, Strange Little Girls, en Atlantic Records.
Scarlet's walk fue producido por Tori y grabado en Cornwall, Inglaterra. Cuenta con la participación de sus colaboradores habituales; Jon Evan al bajo y Matt Chamberlain a la batería. Aompañando al álbum, Tori se embarcaría en un tour por los Estados Unidos empezando el 7 de noviembre de 2002. En una entrevista a una emisora de radio, en Alice 97'3 Tori indicó que el tour empezaría por la costa este.
Tan personal como profundamente político, el álbum, es un viaje épico y pensativo a través de América. Un viaje en coche como en la tradición Kerouak, narrado por un personaje llamado Scarlet que es Amos y además cada mujer.
El primer sencillo publicado en EUA fue «A Sorta Fairytale» el 8 de septiembre del 2002. También publicaría el sencillo de «Don't make me come to Vegas» que incluía tres remixes del mismo tema, y fue publicado el 23 de mayo de 2003. En Reino Unido y Australia solo publicaría «A sorta fairytale» el 28 de octubre de 2002

## Concepto

### Un viaje
El álbum es una novela que lleva al que lo escucha a un viaje a través del reciente y no tan reciente pasado de América. Mientras se viaja de costa a costa, se hacen preguntas y se questionan nociones con cada canción representado un alto en el camino.
El CD trata de América: 

es una historia que también es un viaje, empieza en Los Ángeles y atraviesa el país, dirigiéndose poco a poco hacia el este. América está ahí, y sitios y cosas específicas, la historia de los nativos americanos y la pornografía y una chica en un avión que nunca llegará a Nueva York, y Oliver Stone y Andrew Jackson y la locura y muchas cosas más. Sin mencionar a una chica llamada Scarlet quien puede ser el país o puede ser una persona o un rastro de sangre.
Neil Gaiman.Comentarios de su diario personal

Neil Gaiman volvería a trabajar con Tori amos en un álbum con más escritos, expresados en la cita anterior.
Según Tori es un disco para ser escuchado «conduciendo porque es cómo fue creado. Es un viaje de carretera. Puedes ir a Palm Spring y volver. Es un largo camino, es largo [...] es un álbum largo pero tiene una historia. Así que sería como hojear un libro.»

### El viaje de Scarlet canción a canción
«Scarlet es como yo» «Se podría decir que está basado en mí. O tal vez sea yo la que esté basada en ella»
Como en todos los buenos viajes en coche, a lo largo del camino Scarlet descubre muchas cosas acerca del mundo que le rodea y aún más acerca de sí misma. Acerca del pasado y dónde hmos estado y hacia dónde nos dirigimos.
Poblado por algunas veces desesperados pero siempre fascinantes personajes y ricos en simbolismo y alegoría, es tanto un viaje de autodescubrimiento como un examen de las opciones a las que nos enfrentamos en un mundo que a menudo parece haber perdido su brújula moral.
En parte inspirado por las historias contadas a Tori por su madre, de su parte cheroqui de la familia, y en parte por la crisis de identidad contemporánea de América, es la más desafiante, ambiciosa y vívida creación de la imaginación de Tori Amos hasta la fecha[cita requerida].
| Título                                           | Historia | Estados atravesados |
| ------------------------------------------------ | --- | --- |
| «Amber Waves»: el comienzo                       | El paseo de Scarlet comienza en la Costa Oeste, donde visita a Amber Waves, una frase encontrada en América La Hermosa y también el nombre de una estrella del porno de la película Boogie Nights. Amber está en problemas. «Ha llegado a la ciudad de Los Ángeles con el sueño de llegar a ser alguien. Pero "desde clases de ballet a la pista de baile y directa al video", su alma se ha ido erosionando lentamente. Aún es una mujer joven, tal vez casi en los treinta. Pero el barón del porno que la convirtió en una estrella se fue con la siguiente ingenua. El público la devoró y luego la escupió y no tiene a nadie que se preocupe por ella». Así que Scarlet y Amber emprenden un viaje, que eventualmente lleva a Scarlet hasta Alaska para ver la Aurora Boreal. «Allí se le da un mensaje; decirle a Amber que no se están ahogando sino agitándose.» | California, Nevada, Alaska (en avión), Californie (en avión)                                                               |
| «A sorta fairytale»: su alma gemela              | En A sorta fairytale nos encontramos con que Scarlet vuelve a Los Ángeles con un hombre del que está convencida es su alma gemela. «Iniciaron un gran viaje en un coche clásico hacia la Costa del Pacífico y a través del desierto. Pero mientras lo hacían, se caen las máscaras y descubren que tras la fantasía que tenían del otro no era quién ellos creían ser». Terminan volviendo al lugar de partida y Scarlet se marcha. «Se preocupaban el uno por el otro. Pero de alguna manera se perdieron el uno al otro. Y es por esto que solo es "A sorta fairytale..."» | California, Arizona, Nuevo México, Arizona.                                                                                |
| «Wednesday»: la transformación                   | Scarlet se va para probar con otros amantes. En «Wednesday» está en una relación con un hombre que alberga secretos. «La confianza se fue y no sabe si está imaginando que depende de él o si realmente es así. Ella se está convirtiendo en algo en lo que nunca quiso — posesiva y suspicaz». Pero en otro nivel, el amante de Scarlet es América. «¿Es la tierra de los libres tan libre?» La gente ha depositado su confianza en el ideal de América. Pero ya sea por el tratamiento a los Indios Americanos o el reciente crack bursátil, la codicia ha tomado el control» | California, Oregón, Washington, Idaho, Montana                                                                             |
| «Strange»: preguntas                             | En «Strange», el viaje de Scarlet la lleva a los últimos lugares que ocuparon los nativos americanos, incluyendo Little Big Horn. Desde ahí se adentra en los territorios peligrosos. «Scarlet Scarlet ha tomado como propias las creencias de sus amantes y en otro nivel las de su país. Pero ha empezado a preguntarles. Nos enseñaron que América debe representar la democracia. Pero no es lo que está viendo.» | Montana, Dakota del Norte, Minnesota, Wisconsin                                                                            |
| «Carbon»: la locura                              | A continuación, se encuentra con la maníaco-depresiva Carbon. Viajan a través de las «Black Hills» de Dakota y hasta «Wounded Knee», escena de uno de los más oscuros episodios de la historia de los nativo americanos. «Todo lo que quiere «Carbon» es desintegrarse en la nada. Así que es una historia extremadamente destructiva. Así como la gente arriesga sus vidas para salvar su tierra sagrada, una crisis está a punto de pasar en su vida y un vals hacia la locura está en el horizonte. Carbon está en una carrera cuesta abajo en su mente y Scarlet tiene que llegar a dónde está antes de que se mate a ella misma» Terminan en un complejo de ski — Bear Claw, Free Fall and Gunner's View en la canción son todas pistas de ski. Pero para «Carbon» los parámetros y líneas de lo normal han dejado de existir dando paso a la auto mutilación y una necesidad de tirarse por el acantilado. Scarlet camina hacia esa locura, pero el final queda sin resolver. | Wisconsin, Iowa, Dakota del Norte, Nebraska, Wyoming, Colorado                                                             |
| «Crazy»: el encuentro                            | En este punto un personaje llamado Crazy llega a la vida de Scarlet. «Tiene mucho sentido y parece que se lleva el dolor por un rato así que le siguió.» «Es seductor y peligroso y es delicioso. Pero sabes que no es para siempre porque no puedes contar con él.» Juntos, viajaron a través del país de los cowboys y de vuelta al desierto antes de que la abandonara en Tucson | Colorado, Wyoming, Utah, Arizona                                                                                           |
| «Wampum prayer»: los ancestros nativo-americanos | Aquí Scarlet toma la voz de los ancestros de los nativos americanos en «Wampum prayer» después de visitar el lugar de la masacre del pueblo Apache. «Tiene un sueño y digue la voz y oración de una anciana mujer que sobrevivió y cuya canción se teje en la tierra.» Hay un paralelismo obvio con las canciones del folklore aborigen australiano mientras Scarlet es impulsada por el sueño hasta que alcanza la ciudad Cheroky y los ancestros de su propia voz. | Arizona, Nuevo México, Texas, Oklahoma, Kansas, Misuri, Oklahoma                                                           |
| «Don't make me come to Vegas»: Las Vegas         | Scarlet tiene un sueño donde oye a su nieta llorar. Vive en Las Vegas, tiene 18 años y está en problemas. «El problema es que si Scarlet tiene que ir a ayudarla, tendrá que enfrentar su propio pasado. El Príncipe de Black Jacks, que gobierna la ciudad, es un antiguo amorío. Si Scarlet va, va a necesitar de su ayuda. Pero sabe que tendrá un precio — por lo tanto: Don't make me come to Vegas. | Oklahoma, Texas |
| «Sweet sangria»: latino revolucionario           | Su oración es escuchada y en lugar de eso Sweet Sangria la encuentra en Austin, Texas. Allí conoce a un latino revolucionario que lucha en contra de la intervención de Estados Unidos en América Central y del Sur. Pero cuanto más se sumerge en la lucha, más comienza a darse cuenta de que no puede hacer daño a gente inocente — de ninguno de los bandos. «Para él, el fin justificaba los medios. Pero aunque ella creía en la causa, no podía cargar el revólver... La canción trata sobre lo que crees y cuán lejos estás dispuesto a llegar.» | Texas (por la frontera mexicana)                                                                                           |
| «Your cloud»: un mapa del cuerpo para Scarlet    | Lo abandona en la frontera, en Laredo, y Your Cloud la encuentra viajando sola remontando el Misisipi hasta Memphis. Desde allí viaja a un lugar donde miles de cherokees murieron. «Piensa sobre la idea de la segregación y la gente separándose de su tierra. Todo el mundo tiene un mapa del cuerpo, y ella intenta encontrar el suyo.» También visita el campo de batalla de la guerra civil americana, antes de llegar a Filadelfia, donde ve la Campana de la libertad — y observa que está rota. | Texas, Luisiana, Misisipi, Tennessee, Kentucky, Ohio, Virginia Occidental, Pensilvania                                     |
| «Pancake»: el Mesías                             | Pancake encuentra a Scarlet en dirección a Delaware y dirigiéndose hacia el noreste, donde se dice que están los estados financieros y culturales de los EE. UU. Allí conoce a un Mesías, pero rápidamente se desilusiona. Si el latino revolucionario era todo acción, este Mesías solo habla. «No da ejemplo de lo que predica. Está sordo a las necesidades reales de la gente y se emborrachó del poder que una vez denunció.» | Pensilvania, Delaware, Nueva Jersey, Nueva York, Connecticut, Rhode Island, Massachusetts, Vermont, Nuevo Hampshire, Maine |
| «I Can't See New York»: 11 de septiembre         | Desde Boston, la historia salta a Nueva York, donde Scarlet es testigo de un accidente de avión en el aire. Tori estaba en la ciudad el 11 de septiembre y «I can´t see New York» es una historia con una reseña obvia a aquel fatídico día. «Cuando lo vieron en la televisión, la gente tenía que recordarse a sí misma que no era una película. Al estar allí y ser capaz de olerlo, sabías que era la realidad». | Massachusetts, New York (por avión)                                                                                        |
| «Mrs. Jesus»: la huida                           | Intentando escapar de Nueva York, Scarlet vuelve a la carretera. «Scarlet tiene muchas preguntas y ninguna respuesta en un momento en el que el mundo está en problemas. Todo está revuelto. Pero Mrs. Jesus representa la vida y se da una vuelta con ella fuera de la ciudad para intentar buscarle un sentido a lo que había pasado.» | Nueva York, Nueva Jersey, Nueva York, Pensilvania, Ohio, Míchigan, Indiana, Illinois                                       |
| «Taxi ride»: viejos amigos                       | Scarlet y Mrs Jesus llegan a Chicago, donde Scarlet busca a unos viejos amigos. Allí se entera de la muerte de un amigo gay y decide visitar su casa en Baton Rouge, antes de viajar a Nueva Orleans. «"Taxi ride" es acerca de cómo la gente reacciona ante la muerte y de la traición que puede pasar incluso después de la muerte.»; esta canción es un homenaje al maquillador Kevyn Aucoin, fallecido en 2001. | Illinois, Misuri, Arkansas, Luisiana                                                                                       |
| «Another girl's paradise»: codicia               | Hace calor y frío al mismo tiempo en Nueva Orleans, y el olor de la madreselva está en el aire. Pero Scarlet lucha contra la codicia en «Another girl's paradise». Sus viajes la llevan desde Florida hasta Hawái, antes de volver a Miami. «En todo momento está teniendo una conversación con el deseo. Y se da cuenta de que muy pocos pueden desear al otro el bien sin ningún tipo de interés.» | Luisiana, Alabama, Florida, Hawái (en avión), Florida (en avión), Georgia                                                  |
| «Scarlet's Walk»: primeros europeos              | En «Scarlet's walk» sigue los pasos de los primeros europeos asentados en la costa este y pasa por la capital de la nación Cheroke. «En la canción, America es una joven chica mirando hacia el mar a otra joven, que puede llamarse Francia o España o Inglaterra. Es curiosa, así que los invita adentrarse. Muy pronto, llegaron más y se llevaron todo — los maridos, la casa y el trabajo — y el nuevo sheriff está a cargo.» La canción también recoge la historia de su abuela, una completa Cheroke. | Georgia, Carolina del Sur, Tennessee, Carolina del Norte, Virginia.                                                        |
| «Virginia»: más preguntas                        | En «Virginia», Scarlet va hacia Washington y visita Jamestown, uno de los asentamientos más antiguos. Se pregunta cómo una tierra construida con la noción de la libertad por los que se asentaron allí podría denegar la libertad de los nativo-americanos. «En su mente contempla al hermano blanco llegando, y a la joven nativo americana siguiéndole. La mitología de otra tierra ha sido impuesta en América.» | Virginia, Maryland, Washington D. C.                                                                                       |
| «Gold dust»: encuentra su mapa                   | El año anterior, Tori dio a luz a su hija y, al final del viaje, también lo hace Scarlet. El día del nacimiento de su hijo en «Gold dust», puede ver finalmente el mapa que había perdido. «De ser una mujer en busca de aventura, se volvió alguien de la que dependen. Y ve lo que es permanente y transitorio con una nueva visión. Cuando las Torres Gemelas se derrumbaron nos dimos cuenta de que lo que es permanente se queda en el corazón.» | Washington D. C., Maryland                                                                                                 |

Esta breve sinopsis sólo roza la superficie de los temas explorados en Scarlet's walk. De varias capas, cinematic y desafiante, es un álbum que provoca, estimula y revela nuevas profundidades de significado con cada escucha. Tori Amos lo recorre como si hablara.

## CD multimedia: acceso a la web de Scarlet
A través de la tecnología ConnecteD el CD original de Scarlet's walk permitía a los usuarios que lo habían comprado entrar a través de la web oficial de Tori Amos, a una nueva web dónde podían encontrar tres mapas para navegar por diferentes extras como fotos, canciones no encontradas en el CD, letras, un guía comentada de cada canción por Tori, escenas de detrás de las cámaras, cortos, concursos para ganar entradas de primera fila, y recuerdos para ir recolectando a través del camino. También incluiría con motivo de la gira que daría comienzo el 7 de noviembre canciones en directo desde la misma, exclusivamente para escucharlas en la web de Scarlet.

## CD especial: Scarlet Stories
En algunos países como EE. UU. o Canadá se llegó a editar con motivo de la salida del álbum un CD especial llamado Scarlet Stories - Commentary By Tori Amos. Fue creado por Epic y para obtenerlo era necesario comprar dos copias de Scarlet's walk.
En el CD podía oírse la voz de Tori Amos comentando canción a canción las historias que representa en el CD, dando detalles y algunas historias para comprender mejor el trabajo que acababa de grabar.
Mientras que en EE. UU. el CD se vendía separado, en Canadá se llegó a editar un doble CD junto al álbum que incluía Scarlet Stories - Commentary By Tori Amos agotándose rápidamente.

## Ediciones del CD

### Edición normal
Se trata de una versión simple. Incluyendo solo el CD con las 18 canciones que lo forman.

### Edición limitada con DVD mejorada (edición especial)
Se trata de una edición mejorada publicada como versión limitada y especial el 29 de octubre de 2002. Incluyendo aparte del CD con las 18 canciones:
1. DVD
2. Scarlet's Walk, el álbum
3. Acceso a la web de Scarlet
4. Caja de recuerdo
5. Mapa
6. Talismán
7. Pegatinas
8. 12 polaroids perforadas
9. DVD exclusivo - incluyendo los videos musicales de «Gold dust» y «A sorta fairytale», una pista de comentarios de audio de Tori y más

## Lista de temas

### CD: disco uno
Todas las canciones escritas y compuestas por Tori Amos. 
| Scarlet's walk |                               |          |  |
| N.º            | Título                        | Duración |  |
| 1.             | «Amber waves»                 | 3:38     |  |
| 2.             | «A sorta fairytale»           | 5:30     |  |
| 3.             | «Wednesday»                   | 2:29     |  |
| 4.             | «Strange»                     | 3:05     |  |
| 5.             | «Carbon»                      | 4:33     |  |
| 6.             | «Crazy»                       | 4:23     |  |
| 7.             | «Wampum prayer»               | 0:44     |  |
| 8.             | «Don't make me come to Vegas» | 4:51     |  |
| 9.             | «Sweet sangria»               | 4:01     |  |
| 10.            | «Your cloud»                  | 4:30     |  |
| 11.            | «Pancake»                     | 3:54     |  |
| 12.            | «I can't see New York»        | 7:14     |  |
| 13.            | «Mrs. Jesus»                  | 3:05     |  |
| 14.            | «Taxi ride»                   | 4:00     |  |
| 15.            | «Another girl's paradise»     | 3:34     |  |
| 16.            | «Scarlet's walk»              | 4:16     |  |
| 17.            | «Virginia»                    | 3:55     |  |
| 18.            | «Gold dust»                   | 5:54     |  |
| 74:09          |                               |          |  |

### DVD: disco dos
Todas las canciones escritas y compuestas por Tori Amos. 
| Scarlet's walk CD/DVD limited edition |                                     |          |  |
| N.º                                   | Título                              | Duración |  |
| 1.                                    | «Gold dust» (video version)         |          |  |
| 2.                                    | «A sorta fairytale» (video version) |          |  |
| 3.                                    | «Polaroids» (de fondo «Taxi ride»)  |          |  |
| 13:32                                 |                                     |          |  |

## Músicos
- Tori Amos - voces, coros, bösendorfer, wurlitzer, arpa, Rhodes
- Matt Chamberlain - Batería
- Jon Evans - Bajo
- Robbie McIntosh - Guitarra acústica y eléctrica, Dobro
- Mac Aladdin - Guitarra acústica y eléctrica
- John Philip Shenale - Flautas Chamberlins, Arreglos de cuerda
- La Sinfonía de Londres
- David Torn - Guitarra de loop eléctrica, Guitarra acústica y eléctrica

## Sencillos por país
| Lanzado en | Sencillo de lanzamiento     | Formato          | Número de tema | Tema                                          | Duración |
| ---------- | --------------------------- | ---------------- | -------------- | --------------------------------------------- | -------- |
| Usa        | A sorta fairytale           | CD single        | 1              | «A sorta fairytale»                           | 3:58     |
| Usa        | A sorta fairytale           | CD single        | 2              | «A sorta fairytale»                           | 3:58     |
| Usa        | Don't make me come to Vegas | 12" Vinyl single | 1 (Cara A)     | «Timo on Tori»                                | 7:45     |
| Usa        | Don't make me come to Vegas | 12" Vinyl single | 2 (Cara A)     | «Timo on Tori Alternate Version»              | 6:45     |
| Usa        | Don't make me come to Vegas | 12" Vinyl single | 3 (Cara B)     | «Timo on Tori Breaks Remix»                   | 8:57     |
| UK         | A sorta fairytale           | CD single        | 1              | «A sorta fairytale (101 mix)»                 | 3:58     |
| UK         | A sorta fairytale           | CD single        | 2              | «Operation Peter Pan»                         | 1:45     |
| UK         | A sorta fairytale           | Maxisencillo     | 1              | «A sorta fairytale (101 mix)»                 | 3:58     |
| UK         | A sorta fairytale           | Maxisencillo     | 2              | «Operation Peter Pan»                         | 1:45     |
| UK         | A sorta fairytale           | Maxisencillo     | 3              | «A sorta fairytale (original single version)» | 3:58     |
| UK         | A sorta fairytale           | Maxisencillo     | 4              | «A "Scarlet story" multimedia section»        | 1:50     |